# BMW (singel)
BMW – singel polskich raperów ReTo i Avi, promujący album studyjny zatytułowany W samo południe. Nagranie otrzymało w Polsce status podwójnej platynowej płyty.
Utwór napisali i skomponowali Igor Bugajczyk, Kamil Pisarski oraz Kamil Zalewski. Singel ukazał się w formacie digital download 10 lutego 2022 roku w Polsce za pośrednictwem wytwórni płytowej Spacerange.